# Paulamys naso
Paulamys naso є видом пацюків з Індонезії.

## Поширення й екологія
Цей вид є ендеміком острова Флорес, Індонезія. Цей вид зустрічається в гірських лісах, хоча, очевидно, він був зафіксований у деградованих місцях існування..

## Загрози
На нього майже напевно впливає втрата середовища існування, оскільки він існує при більшій щільності населення в недоторканому середовищі існування. Він присутній у заповідному лісі Рутонг.